# 시그니엘
시그니엘(Signiel)은 호텔롯데의 최상급 호텔 브랜드로, '시그니처(Signature)'와 롯데의 'L'을 합친 합성어다. 자칭 6성급으로, 롯데호텔 중에서도 특별한 위치를 차지한다. 세계 주요 도시에 시그니엘을 선보이는 호텔롯데는 각 나라의 대표적인 시그니처 호텔로 발전시키고자 한다. 특히 신격호 창업회장의 모국 대한민국에 세계에서 가장 높은 건물을 짓겠다는 숙원사업으로 세워진 롯데월드타워에 있는 시그니엘 서울이 대표적이다. 시그니엘 서울은 한국에서 가장 높은 위치에 있는 호텔로, 한국에서는 제일 환상적인 고층의 전망을 자랑한다. 로비는 79층에 위치해 있으며, 빠른 엘리베이터를 통해 직접 이동할 수 있다. 이 호텔은 일반적인 호텔 뷔페 대신 미슐랭 1스타 한식 레스토랑 '비채나'와 프렌치 레스토랑 '스테이'를 운영하고 있다. 두 레스토랑 모두 미슐랭 스타를 획득한 것은 이 호텔이 유일하다.

## 정보
- 2017년 4월, 롯데월드타워의 76층부터 101층에 시그니엘 서울이 처음 문을 열었다.
- 2019년 8월 10일, 포브스 트래블 가이드는 전 세계 특급호텔 스카이 바 중 12개를 '세계 최고 스카이 바'로 선정했으며, 한국에서는 롯데 시그니엘 호텔의 'Bar 81'이 이 목록에 이름을 올렸다.
- 이후 2020년 6월에는 부산 해운대 엘시티 랜드마크타워에도 문을 열었다. 롯데는 각 도시별로 하나의 시그니엘만 운영하는 정책을 가지고 있으며, 세계 유명 도시마다 시그니엘을 개장할 계획이다.[2]